# Milieu Centraal
Milieu Centraal is een Nederlandse stichting, opgericht op 1 oktober 1997, met als doel het kweken van bewustwording over energieverbruik en milieu. De stichting werd opgericht door de Nederlandse overheid en werd anno 2015 voor zo'n twee derde door de overheid gefinancierd. Verder genereert de stichting inkomsten uit projecten die uitgevoerd worden voor brancheorganisaties en individuele bedrijven. Alle gegeven informatie wordt gevalideerd door een wetenschappelijke commissie.
Tot de samenwerkingspartners worden anno 2015 de Ministeries van Infrastructuur en Milieu en Binnenlandse Zaken en Koninkrijksrelaties gerekend. Ook organisaties als Oxxio, Nuon, Eneco, Nibud, Wecycle, ANWB, VARA en het Voedingscentrum hebben met Milieu Centraal een samenwerkingsverband gekend. De organisatie telde in 2010 zo'n 25 werknemers, en beantwoordde dat jaar 24 duizend vragen van consumenten. Veel vragen gingen over de subsidie op Isolatieglas en de (Rijks)premie Meer Met Minder.
Initiatieven van Milieu Centraal bestonden in het verleden onder andere uit:
- het adviseren over de aanschaf en het rendement van zonnepanelen.[4]
- het ontwikkelen van een CO2-vergelijker, in samenwerking met de Nederlandse Spoorwegen in 2012.[5]
- het organiseren van een Foodbattle in samenwerking met de Wageningen UR en het Voedingscentrum, waarbij 500 vrouwen gedurende 3 weken probeerden om minder voedsel te verspillen.[6]
- onderzoek naar de herkenbaarheid van keurmerken voor voedsel, en het verwerken van de uitkomsten in een keurmerkenwijzer (2014).[7]

## Organisatie en bestuur
De stichting heeft ongeveer 35 medewerkers en wordt geleid door "directeur-bestuurder" Ika van de Pas.
Het bestuur wordt gecontroleerd door een raad van toezicht, waarvan de ondernemer Anne-Marie Rakhorst de voorzitter is. Andere bekende leden zijn Anne-Marie Spierings (statenlid voor D66) en Rob Boerée, voormalig directeur van de Rijksdienst voor Ondernemend Nederland.
Daarnaast is er een wetenschappelijke adviesraad die anno 2022 bestond uit
- Prof. dr. Kornelis Blok (Technische Universiteit Delft) - voorzitter
- Ing. Durk Nijdam (Planbureau voor de Leefomgeving)
- Dr. Winnie Leenes (Rijksuniversiteit Groningen)
- Dr. Coen van Wagenberg (Wageningen Economic Research)
- Dr. Rob Maas (RIVM)
- Dr. Renée Heller (Hogeschool van Amsterdam)
- Prof. dr. Mark Huijbregts (Radboud Universiteit)